# Veitschalpe
Veitschalpe česky i Veitsch Alpe, je horský masiv, spadající horopisně do pohoří Mürzstegské Alpy, které se nacházejí ve rakouské spolkové zemi Štýrsko. Horstvo je tvořeno především vápencem a dolomitem.  Je charakterizováno náhorní plošinou, která spadá na sever i jih strmými srázy. Nejvyšším vrcholem je Hohe Veitsch (1981 m n. m.).

## Poloha
Masiv je ohraničen od severu silnicí spojující vesnice Mürzsteg a Aschbach. Ta vede přes silniční sedlo Niederalpl-Pass (1229 m n. m.). Na jihu je vymezen spojnicí obcí Turnau a Gross Veitsch. Zde se také nachází silniční sedlo Pretalsattel (1069 m n. m.). Na západě odděluje od masivu Veitschalpe dvojice údolí, která klesají ze sedla Seeberg. Na sever ze sedla teče potok Aschbach a na jih potom Thörlbach. Zcela na východě území leží významné město Mürzzuschlag.

## Charakteristika
Hlavní charakteristikou masivu je náhorní plošina, jež spadá na sever i jih strmými srázy. Průměrná nadmořská výška plošiny je kolem 1600 metrů a nejvyšším vrcholem je Hohe Veitsch (1981 m n. m.). Na severu od náhorní plošiny, tvořící převážnou část masivu, se nachází několik samostatných vrcholů, které jsou divoce tvarovány vápencovými stěnami (Wildkamm). Významným rysem severních svahů jsou úzké a poměrně dlouhé kaňony (graben), kterými při jarním tání stéká voda do údolí.

## Vrcholy
- Hohe Veitsch (1981 m n. m.)
- Grosser Wildkamm (1874 m n. m.)
- Sonnenbodenkogel (1859 m n. m.)
- Muckenriegel (1835 m n. m.)
- Predigstuhl (1788 m n. m.)
- Kleiner Wildkamm (1757 m n. m.)
- Sperrkogel (1716 m n. m.

## Horské chaty
- Graf-Meran-Haus (1836 m n. m.)
- Ebenhütte (1444 m n. m.)
- Grundbauernhütte (1451 m n. m.)
- Seebodenhütte (1810 m n. m.)

## Turismus
Pohoří je populární obzvláště v zimě, kdy místní sjezdovky zaplní lyžaři. Vyšší patro hor je potom lákadlem pro skialpinisty a milovníky přechodů na sněžnicích. V létě lze celé pohoří přejít po hřebenové cestě E4 Alpin.

Na jihu masivu se nachází lyžařské středisko vybavené třemi lanovými drahami a několika sjezdovými tratěmi. Středisko je dostupné po silnici vedoucí z obce Veitsch směrem na sever k horám. Ta je zakončena několika parkovišti a hotelem Schickl (1154 m n. m.) v oblasti Brunnenbauergraben, Gross Rad.

## Sídla
- Mürzsteg (sever)
- Veitsch (jih)